# Lliga ACB 2013/14
La temporada 2013/14 de la lliga ACB (per motius de patrocini, Lliga Endesa) començà el cap de setmana del 5 d'octubre de 2013 amb la disputa de la Supercopa. La lliga regular començà el 13 d'octubre de 2013 i acabà el 25 de maig de 2014, el playoff començà el 29 de maig de 2014 i acabà el 29 de juny i la Copa del Rei es disputà entre els dies 6 i 9 de febrer de 2014 a Màlaga.

## Equips participants
| Equip                                      | Entrenador          | Ciutat                     | Pavelló                          | Aforament | Marca    |
| ------------------------------------------ | ------------------- | -------------------------- | -------------------------------- | --------- | -------- |
| Estudiantes                                | Txus Vidorreta      | Madrid                     | Palacio de Deportes / Vistalegre | 15.000    | Joma     |
| La Bruixa d'Or                             | Borja Comenge       | Manresa                    | Nou Congost                      | 5.000     | Joma     |
| CB Valladolid                              |                     | Valladolid                 | Polideportivo Pisuerga           | 6.800     | Luanvi   |
| Rio Natura Monbus                          | Moncho Fernández    | Santiago de Compostel·la   | Pabellón Multiusos Fontes do Sar | 6.000     | Mercury  |
| CAI Zaragoza                               | José Luis Abós      | Saragossa                  | Pabellón Príncipe Felipe         | 11.000    | Mercury  |
| Laboral Kutxa                              | Sergio Scariolo     | Vitòria                    | Fernando Buesa Arena             | 15.504    | Royal    |
| Cajasol                                    | Aíto García Reneses | Sevilla                    | Palacio de Deportes San Pablo    | 7.626     | Hummel   |
| CB Canarias                                | Alejandro Martínez  | San Cristóbal de La Laguna | Santiago Martín                  | 5.000     | PI 3 14  |
| FIATC Joventut                             | Salva Maldonado     | Badalona                   | Pavelló Olímpic de Badalona      | 12.500    | Spalding |
| Bilbao Basket                              | Rafa Pueyo          | Bilbao                     | Bilbao Arena                     | 10.000    | KON      |
| Herbalife Gran Canaria                     | Pedro Martínez      | Las Palmas de Gran Canària | Centro Insular de Deportes       | 5.200     | AND 1    |
| Gipuzkoa Basket                            | Sito Alonso         | Sant Sebastià              | Donostia Arena 2016              | 11.000    | Luanvi   |
| Baloncesto Fuenlabrada                     | Chus Mateo          | Fuenlabrada                | Pabellón Fernando Martín         | 5.300     | Royal    |
| Real Madrid                                | Pablo Laso          | Madrid                     | Palacio de Deportes              | 15.000    | Adidas   |
| FC Barcelona                               | Xavi Pascual        | Barcelona                  | Palau Blaugrana                  | 8.000     | Nike     |
| UCAM Murcia CB                             | Óscar Quintana      | Múrcia                     | Palacio de Deportes de Murcia    | 7.454     | Hummel   |
| Unicaja                                    | Joan Plaza          | Màlaga                     | José María Martín Carpena        | 10.233    | Hummel   |
| València Basket                            | Velimir Perasović   | València                   | Pavelló Font de Sant Lluís       | 9.000     | Luanvi   |
| Dades actualitzades a: 13 d'agost de 2013. |                     |                            |                                  |           |          |

### Equips ascendits i descendits la temporada anterior
| Pos | Ascendits a la Lliga ACB |
| --- | ------------------------ |
| 1r  | Ford Burgos              |
| 2n  | Lucentum Alacant         |

| Pos | Descendits a LEB Or |
| --- | ------------------- |
| 17è | Lagun Aro GBC       |
| 18è | La Bruixa d'Or      |

La temporada 2012-13 de la Lliga LEB Or el Ford Burgos i el Lucentum Alacant van guanyar una plaça d'ascens a la Lliga ACB. Tot i això, els dos clubs no es van poder incriure a la lliga ACB per motius econòmics. En conseqüència, l'ACB va oferir les dues places vacants al Lagun Aro GBC i a La Bruixa d'Or, classificats en 17a i 18a posició de l'edició 2012-13 de la lliga ACB, respectivament.

## Lliga regular
La lliga regular consta de 34 jornades. En finalitzar-se la primera volta (17 jornades), els 8 primers classificats disputen la Copa del Rei de bàsquet 2014. En finalitzar-se les 34 jornades, els 8 primers classificats disputen els Play-offs pel títol, i els dos últims classificats descenen a la Lliga LEB Or.
| #  | Equips                   | J  | G  | P  | PF    | PC    | Dif. |
| -- | ------------------------ | -- | -- | -- | ----- | ----- | ---- |
| 1  | Real Madrid              | 34 | 32 | 2  | 3001  | 2480  | +467 |
| 2  | València Basket          | 34 | 30 | 4  | 2930  | 2554  | +303 |
| 3  | FC Barcelona             | 34 | 27 | 7  | 2785  | 2467  | +294 |
| 4  | Unicaja Málaga           | 34 | 23 | 11 | 2745  | 2467  | +200 |
| 5  | Herbalife Gran Canaria   | 34 | 22 | 12 | 2595  | 2430  | +64  |
| 6  | Laboral Kutxa            | 34 | 19 | 15 | 2777  | 2702  | +45  |
| 7  | Cajasol                  | 34 | 18 | 16 | 2543  | 2545  | -2   |
| 8  | CAI Zaragoza             | 34 | 18 | 16 | 2647  | 2601  | +46  |
| 9  | FIATC Joventut           | 34 | 16 | 18 | 2655  | 2658  | -3   |
| 10 | Gipuzkoa Basket          | 34 | 16 | 18 | 1.915 | 1.936 | -5   |
| 11 | Iberostar Tenerife       | 34 | 14 | 20 | 2.047 | 2.157 | -12  |
| 12 | Río Natura Monbús        | 34 | 13 | 21 | 1.999 | 2.043 | -17  |
| 13 | UCAM Murcia              | 34 | 12 | 22 | 2.093 | 2.272 | -19  |
| 14 | Bilbao Basket            | 34 | 12 | 22 | 2.117 | 2.179 | -24  |
| 15 | Baloncesto Fuenlabrada   | 34 | 12 | 22 | 2.045 | 2.166 | -15  |
| 16 | Tuenti Móvil Estudiantes | 34 | 12 | 22 | 2.044 | 2.134 | -25  |
| 17 | La Bruixa d'Or           | 34 | 7  | 27 | 1.979 | 2.256 | -36  |
| 18 | CB Valladolid            | 34 | 3  | 31 | 1.873 | 2.421 | -48  |

## Play Off pel títol
El Play Off consisteix en unes eliminatòries, el vencedor de les quals es proclama campió de la Lliga ACB. Els quarts de final es disputen al millor de tres partits i les semifinals i la final al millor de 5 partits.
|  | Quarts de final          | Quarts de final |                   |   | Semifinals | Semifinals |  |  | Final | Final |
|  |                          |                 |                   |   |            |            |  |  |       |       |
|  |                          |                 |                   |   |            |            |  |  |       |       |
|  |                          |                 |                   |   |            |            |  |  |       |       |
|  | 1 Real Madrid            | 2               |                   |   |            |            |  |  |       |       |
|  | 1 Real Madrid            | 2               |                   |   |            |            |  |  |       |       |
|  | 8 CAI Zaragoza           | 0               |                   |   |            |            |  |  |       |       |
|  | 8 CAI Zaragoza           | 0               | 1 Real Madrid     | 3 |            |            |  |  |       |       |
|  |                          |                 | 1 Real Madrid     | 3 |            |            |  |  |       |       |
|  |                          | 4 Unicaja       | 1                 |   |            |            |  |  |       |       |
|  | 4 Unicaja                | 4 Unicaja       | 1                 | 2 |            |            |  |  |       |       |
|  | 4 Unicaja                |                 |                   | 2 |            |            |  |  |       |       |
|  | 5 Herbalife Gran Canaria | 1               |                   |   |            |            |  |  |       |       |
|  | 5 Herbalife Gran Canaria | 1               | 1 Real Madrid     | 1 |            |            |  |  |       |       |
|  |                          |                 | 1 Real Madrid     | 1 |            |            |  |  |       |       |
|  |                          | 3 FC Barcelona  | 3                 |   |            |            |  |  |       |       |
|  | 2 València Basket        | 3 FC Barcelona  | 3                 | 2 |            |            |  |  |       |       |
|  | 2 València Basket        |                 |                   | 2 |            |            |  |  |       |       |
|  | 7 Cajasol                | 1               |                   |   |            |            |  |  |       |       |
|  | 7 Cajasol                | 1               | 2 València Basket | 2 |            |            |  |  |       |       |
|  |                          |                 | 2 València Basket | 2 |            |            |  |  |       |       |
|  |                          | 3 FC Barcelona  | 3                 |   |            |            |  |  |       |       |
|  | 3 FC Barcelona           | 3 FC Barcelona  | 3                 | 2 |            |            |  |  |       |       |
|  | 3 FC Barcelona           |                 |                   | 2 |            |            |  |  |       |       |
|  | 6 Laboral Kutxa          | 0               |                   |   |            |            |  |  |       |       |
|  | 6 Laboral Kutxa          | 0               |                   |   |            |            |  |  |       |       |

| Campió de la Lliga ACB 2013-14   |
| -------------------------------- |
| Regal FC Barcelona Divuitè títol |

## Premis individuals

### MVPFase regular
- Justin Doellman – València Basket[7]

### Cinc ideal de la temporada
| Posició    | Jugador          | Equip           |
| ---------- | ---------------- | --------------- |
| Base       | Sergio Rodríguez | Real Madrid     |
| Escorta    | Rudy Fernández   | Real Madrid     |
| Aler       | Romain Sato      | Valencia Basket |
| Aler pivot | Nikola Mirotić   | Real Madrid     |
| Pivot      | Justin Doellman  | Valencia Basket |

### Millor entrenador
| Entrenador | Equip       |
| ---------- | ----------- |
| Pablo Laso | Real Madrid |

### Millor jugador jove
- Guillem Vives – FIATC Joventut[9]

### Cinc jove de la temporada ACB[10]
| Posició    | Jugador            | Equip                  |
| ---------- | ------------------ | ---------------------- |
| Base       | Guillem Vives      | FIATC Joventut         |
| Escorta    | Álex Abrines       | FC Barcelona           |
| Aler       | Markus Eriksson    | La Bruixa d'Or         |
| Aler pivot | Kristaps Porziņģis | Cajasol                |
| Pivot      | Walter Tavares     | Herbalife Gran Canaria |

### Jugador de la setmana
| Data | Jugador                 | Equip                                    | Valoració |
| ---- | ----------------------- | ---------------------------------------- | --------- |
| 1    | Rasmus Larsen           | La Bruixa d'Or                           | 37        |
| 2    | Álex Mumbrú Tibor Pleiß | Bilbao Basket Laboral Kutxa              | 32        |
| 3    | Blagota Sekulić         | Iberostar Tenerife                       | 41        |
| 4    | Guillem Rubio           | Estudiantes                              | 28        |
| 5    | Justin Doellman         | Valencia BC                              | 42        |
| 6    | Devoe Joseph            | FIATC Joventut                           | 31        |
| 7    | Jason Rowe              | CB Valladolid                            | 29        |
| 8    | Tibor Pleiß (2)         | Laboral Kutxa                            | 41        |
| 9    | Tibor Pleiß (3)         | Laboral Kutxa                            | 29        |
| 10   | Dejan Ivanov            | Tuenti Móvil Estudiantes                 | 32        |
| 11   | Saúl Blanco             | Iberostar Tenerife                       | 31        |
| 12   | Ricardo Úriz            | Iberostar Tenerife                       | 35        |
| 13   | Justin Doellman (2)     | Valencia BC                              | 39        |
| 14   | Dejan Ivanov (2)        | Tuenti Móvil Estudiantes                 | 28        |
| 15   | Nikola Mirotić          | Reial Madrid                             | 34        |
| 16   | Tibor Pleiß (4)         | Laboral Kutxa                            | 33        |
| 17   | Kim Tillie              | UCAM Murcia                              | 34        |
| 18   | Mike Muscala Andy Panko | Río Natura Monbús Baloncesto Fuenlabrada | 32        |
| 19   | Andy Panko (2)          | Baloncesto Fuenlabrada                   | 29        |
| 20   | Pau Ribas               | Valencia BC                              | 34        |
| 21   | Alberto Corbacho        | Río Natura Monbús                        | 31        |
| 22   | Jacob Pullen            | FC Barcelona                             | 41        |
| 23   | James Feldeine          | Baloncesto Fuenlabrada                   | 33        |
| 24   | Jason Robinson          | Gipuzkoa Basket                          | 34        |
| 25   | Maciej Lampe            | FC Barcelona                             | 28        |
| 26   | Álex Mumbrú (2)         | Bilbao Basket                            | 33        |
| 27   | Sergio Rodríguez        | Reial Madrid                             | 28        |
| 28   | Justin Doellman (3)     | Valencia BC                              | 31        |
| 29   | Luke Sikma              | Iberostar Tenerife                       | 39        |
| 30   | Rudy Fernández          | Reial Madrid                             | 40        |
| 31   | Oliver Lafayette        | Valencia BC                              | 28        |
| 32   | Justin Doellman (4)     | Valencia BC                              | 31        |
| 33   | Scott Bamforth          | Cajasol                                  | 33        |
| 34   | Tibor Pleiß (5)         | Laboral Kutxa                            | 28        |

### Jugador del mes
| Mes      | Setmanes | Jugador         | Equip                  | Valoració | Font                                  |
| -------- | -------- | --------------- | ---------------------- | --------- | ------------------------------------- |
| Octubre  | 1–3      | Blagota Sekulić | Iberostar Tenerife     | 27.7      | Arxivat 2014-10-25 a Wayback Machine. |
| Novembre | 4–8      | Justin Doellman | València Basket        | 27.4      | Arxivat 2014-10-25 a Wayback Machine. |
| Desembre | 9–13     | Blagota Sekulić | Iberostar Tenerife     | 21.0      | Arxivat 2014-10-25 a Wayback Machine. |
| Gener    | 14–17    | Andy Panko      | Baloncesto Fuenlabrada | 21.0      | Arxivat 2014-10-25 a Wayback Machine. |
| Febrer   | 18–20    | Andy Panko      | Baloncesto Fuenlabrada | 27.3      | Arxivat 2014-10-25 a Wayback Machine. |
| Març     | 21–25    | Maciej Lampe    | FC Barcelona           | 24.0      | Arxivat 2014-04-11 a Wayback Machine. |
| Abril    | 26–29    | Justin Doellman | València Basket        | 21.0      | Arxivat 2014-10-24 a Wayback Machine. |
| Maig     | 30–34    | Luke Sikma      | Iberostar Tenerife     | 22.2      | Arxivat 2014-10-25 a Wayback Machine. |